# Jean-Loup Delcroix
Pour les articles homonymes, voir Delcroix.
Jean-Loup Delcroix, né le 15 juillet 1924 à Voiron et mort le 22 mai 2003 à Arpajon, est un universitaire et chercheur scientifique français ,un des pères fondateurs de la physique des gaz et des plasmas.

## Biographie
Jean-Loup Delcroix est élève de l'École normale supérieure, sort major de l'agrégation de physique en 1948 et devient docteur ès sciences (Faculté des sciences de l'Université de Paris, 1954). Élève d'Yves Rocard, il participe à la construction et la mise en route de l'accélérateur linéaire d'Orsay. Nommé professeur à la Faculté des Sciences d'Orsay, où il crée et dirige le Laboratoire de Physique de Plasmas, il  y a dirigé de nombreux programmes de recherches consacrés à la théorie des gaz ionisés, à celle des ondes dans les plasmas et à la production des champs magnétiques. Son action s'étend au développement en France de l'enseignement de la physique des plasmas notamment à Grenoble, Nancy et Toulouse. Au début des années 70, il développe à Orsay les travaux sur les décharges électriques appliquées, entre autres,  à la conception de lasers à gaz, notamment des lasers à excimères. 
Il crée et dirige le Centre de données Gaphyor (contraction de Gaz-Physique-Orsay). 
Il exerça la fonction de directeur scientifique de la Direction des recherches et moyens d'essais (DRME)du ministère des Armées.
Enfin, de 1978 à 1989, succédant à André Blanc-Lapierre, Jean-Loup Delcroix fut directeur général de l'École supérieure d'électricité (Supélec) à Gif-sur-Yvette.   Durant cette période, il contribua à la création d'antennes de Supélec à Metz et Rennes.
Le professeur Jean-Loup Delcroix est décédé en 2003.